# Gymnocalycium calochlorum
Gymnocalycium calochlorum ist eine Pflanzenart in der Gattung Gymnocalycium aus der Familie der Kakteengewächse (Cactaceae). Das Artepitheton calochlorum leitet sich von den griechischen Worten kalos für ‚schön‘ sowie chloros für ‚grün‘ ab und verweist auf die glänzend grüne Epidermis der Art.

## Beschreibung
Gymnocalycium calochlorum wächst reichlich sprossend in Gruppen oder Polstern mit graugrünen bis blaugrünen, niedergedrückt kugelförmigen Trieben, die bei Durchmessern von 6 Zentimetern Wuchshöhen von bis zu 4 Zentimeter erreichen. Die etwa elf Rippen sind gehöckert. Die etwa neun dünnen, biegsamen, weißen bis rosabraunen Dornen sind rückwärts zu Trieboberfläche gebogen. Sie sind bis zu 1 Zentimeter lang.
Die hellrosafarbenen Blüten sind bis zu 6 Zentimeter lang und öffnen sich nicht weit. Die blauen bis blaugrünen Früchte sind verlängert eiförmig.

## Verbreitung, Systematik und Gefährdung
Gymnocalycium calochlorum ist in der argentinischen Provinz Córdoba in Höhenlagen von 500 bis 1500 Metern verbreitet.
Die Erstbeschreibung als Echinocactus calochlorus erfolgte 1932 durch Friedrich Bödeker. Yoshi Itô stellte die Art 1952 in die Gattung Gymnocalycium. Weitere nomenklatorische Synonyme sind Gymnocalycium proliferum var. calochlorum (Boed.) Backeb. (1936) und Gymnocalycium quehlianum var. calochlorum (Boed.) H.Till & Amerh. (2007).
In der Roten Liste gefährdeter Arten der IUCN wird die Art als „Least Concern (LC)“, d. h. als nicht gefährdet geführt.

## Nachweise